# Ніна Янкович
Ніна Янкович (англ. Nina Jankowicz; нар. 10 березня 1989) — медіаексперт, дослідниця дезінформації. Як аналітик, журналістка та менеджер проєктів співпрацювала з багатьма провідними американськими і міжнародними організаціями, виданнями, аналітичними центрами.
Автор книжок «Як програти інформаційну війну: Росія, фейкові новини та майбутнє конфлікту» (How To Lose the Information War: Russia, Fake News, and the Future of Conflict, 2020) та «Як бути жінкою онлайн: пережити кривду і цькування та як чинити опір» (How to Be a Woman Online: Surviving Abuse and Harassment, and How to Fight Back, 2021).

## Біографія
Ніна Янкович навчалася в Коледжі Брін Мар, один семестр провела за програмою обміну в Санкт-Петербурзі, в РДПУ ім. Герцена. 2011 року отримала диплом бакалавра з російської мови та політології з відзнакою magna cum laude. Під час навчання захоплювалась театром і музикою, самостійно записала два музичних альбоми, співпрацювала з невеликими виданнями як репортерка, була стипендіаткою програми Poland in the Rockies.
Продовжила освіту в Школі дипломатичної служби ім. Волша при Джорджтаунському університеті, спеціалізувалася на вивченні Росії, Євразії та Східної Європи (Russian, Eurasian, and East European studies). Отримала магістерський диплом у 2013 році, того ж року почала кар'єру в Національному демократичному інституті (США) як менеджерка програм підтримки демократії в Росії та Білорусі та учасниця комунікаційної команди цієї НУО.
Була відзначена вашингтонським аналітичним центром Global Interests як "Rising expert". У 2016-2017 стала стипендіаткою програми Фулбрайта, жила в Україні, працюючи урядовою консультанткою зі стратегічних комунікацій МЗС України.
Ніна Янкович з 2019 року є науковою співробітницею Інституту Кеннета центру Вудро Вілсона. Сфера її інтересів знаходиться на перетині демократизації та інформаційної безпеки, протидії дезінформації. Як безпекова експертка залучалась на слухання в комітетах Палати представників США, Британського парламенту, Європейської комісії.

## Книги

### Як програти інформаційну війну
Книга How To Lose the Information War: Russia, Fake News, and the Future of Conflict вийшла друком в американському видавництві Bloomsbury та британському IBTauris 2020 року. Вона присвячена дослідженню інформаційних спецоперацій Росії в контексті втручання у вибори в США із докладним аналізом п'яти кейсів: спецоперацій РФ проти Естонії, Грузії, Польщі, України і Нідерландів, Чехії.
Книга привернула увагу багатьох оглядачів, авторку запросили розповісти про неї NPR, Нью-Йоркер та Форбс. Пітер Померанцев згадав книжку Ніни Янкович у огляді найкращих книг 2020 року для видання New Statesman.

### Як бути жінкою онлайн
Восени з'явилась інформація про завершення роботи над другою книгою Янкович. Її вихід анонсований видавництвом Bloomsbury на весну 2022 року. 

## Цікавинки
- За словами Ніни Янкович, її прадід, учасник польсько-української війни, отримав земельну ділянку в селі Висоцько (на той час Hallerczyn), що неподалік Бродів у Львівській області, володів млином. Скоро після вторгнення радянської армії в Польщу, в 1940 році вся велика родина Янковичів вирушила на заслання в Архангельську область. Дід Ніни приєднався до Армії Андерса і закінчив війну в Британії, де познайомився з дружиною, і в 1952 подружжя перебралося в США.[14][15]
- Принаймні з 2013 року Ніна друкує огляди міжнародних новин з акцентом на Східній Європі під псевдонімом wiczipedia. Таке ж псевдо вона має на кількох ресурсах в інтернеті, зокрема в верифікованій обліковці у твітері.

## Статті, публічні виступи
- Список вибраних публікацій за 2016-2021 роки на особистому сайті авторки. Включно з науковими доповідями та виступами на слуханнях в урядових комітетах ЄС, Великої Британії та США
- Виступи на телевізійних ефірах та коментарі в пресі